# Divisione passeggeri regionale

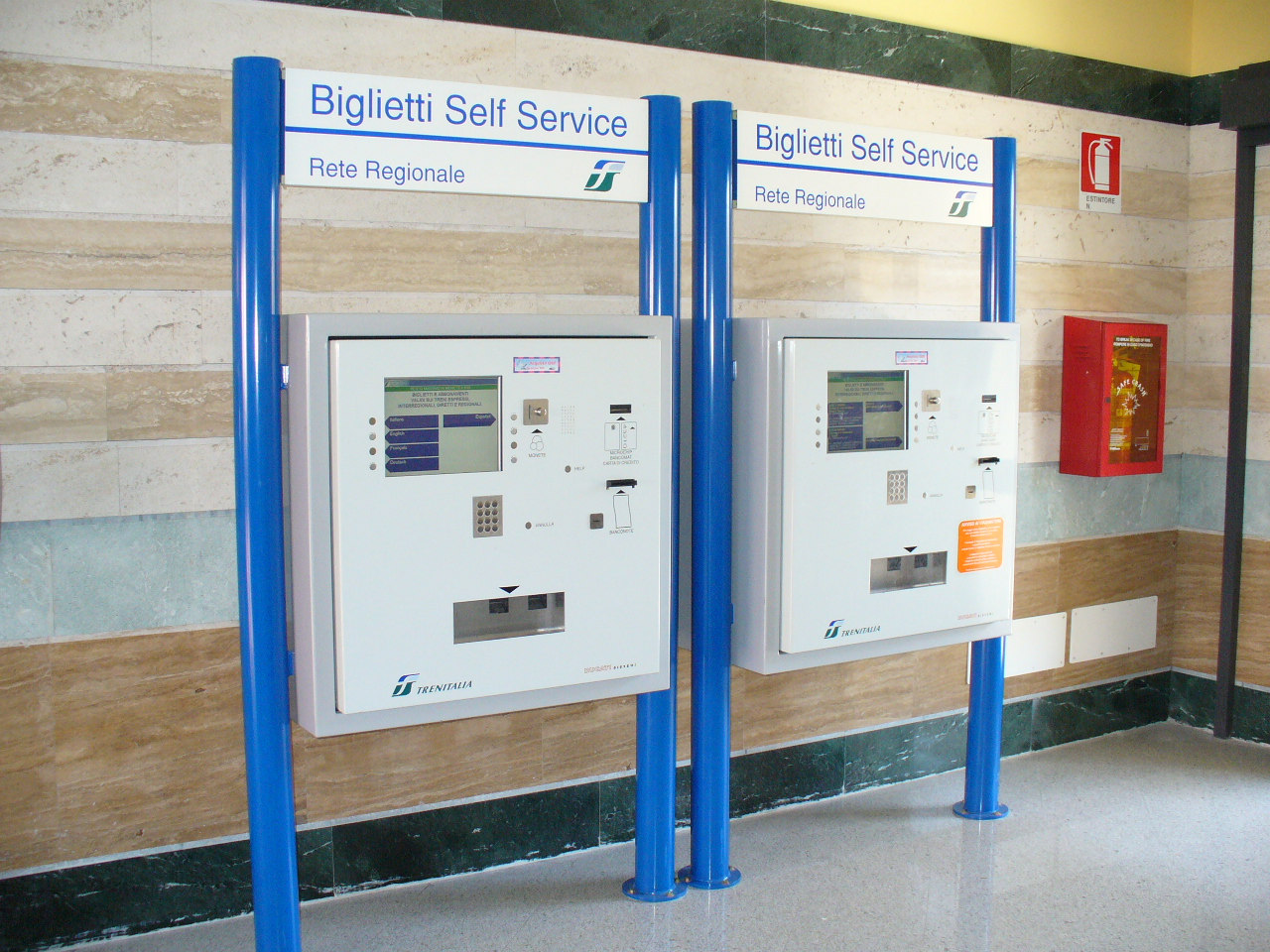
Biglietterie self-service

La Divisione Passeggeri Regionale (DPR), un tempo "Divisione trasporto regionale", più comunemente "DTR", è una suddivisione organizzativa della società del gruppo Trenitalia.

## Funzioni
La Divisione Passeggeri Regionale è la responsabile dei treni a breve percorrenza (metropolitani, regionali e regionali veloci) e con numerose fermate, usati in particolare dai pendolari. In ogni regione è presente attraverso apposite direzioni regionali.

## Storia
Originariamente nata il 26 marzo 1993 come "Area trasporto", nel 1996 diventa "Area strategica d'affari trasporto metropolitano e regionale". Nel 1999 viene ridenominata "Divisione trasporto regionale" con il riassetto delle Ferrovie dello Stato e la nascita di Trenitalia S.p.a.. Il 13 marzo 2005 diventa "Business unit passeggeri locale" e inquadrata, insieme alla Business unit passeggeri nazionale e internazionale, sotto la Direzione generale operativa passeggeri.
Nel gennaio 2006, assume la forma di direzione per tornare ad essere Divisione Passeggeri Regionale nel novembre 2006, mantenendo sostanzialmente le stesse funzioni.

## Livrea
La livrea utilizzata per la Divisione Passeggeri Regionale è utilizzata sia da Trenitalia sia dalle Ferrovie del Sud Est.